# Eric Butorac
Eric Butorac (ur. 22 maja 1981 w Rochester) – amerykański tenisista specjalizujący się w grze podwójnej.

## Kariera tenisowa
Zawodową grę rozpoczął w 2003 roku. We wrześniu 2016 roku, po przegranym meczu 1 rundy gry podwójnej US Open, zakończył zawodowe występy w tenisie.
W grze pojedynczej Amerykanin nie osiągnął większych wyników. Najwyżej w rankingu był na 935. miejscu w połowie stycznia 2006 roku.
W grze podwójnej Butorac wygrał 18 turniejów rangi ATP World Tour, począwszy od lutego 2007 roku, kiedy to wspólnie z Jamiem Murrayem wygrali zmagania o mistrzostwo w San José, a kończąc na zwycięstwie w Walencji w listopadzie 2015 roku. Partnerem deblowym Amerykanina był wówczas Scott Lipsky. Ponadto Butorac 11–krotnie dochodził do finałów zawodów ATP World Tour, w których został pokonany. Najwyżej w zestawieniu deblistów był na 17. pozycji w sierpniu 2011 roku.

### Finały w turniejach ATP World Tour
| Nazwa                       |
| --------------------------- |
| Wielki Szlem                |
| Igrzyska olimpijskie        |
| ATP World Tour Finals       |
| ATP World Tour Masters 1000 |
| ATP World Tour 500          |
| ATP World Tour 250          |

#### Gra podwójna (18–11)
| Końcowy wynik | Nr  | Data                 | Turniej                    | Nawierzchnia   | Partner           | Przeciwnicy                             | Wynik finału      |
| ------------- | --- | -------------------- | -------------------------- | -------------- | ----------------- | --------------------------------------- | ----------------- |
| Finalista     | 1.  | 30 lipca 2006        | Los Angeles                | Twarda         | Jamie Murray      | Bob Bryan Mike Bryan                    | 2:6, 4:6          |
| Zwycięzca     | 1.  | 18 lutego 2007       | San José                   | Twarda (hala)  | Jamie Murray      | Chris Haggard Rainer Schüttler          | 7:5, 7:6(6)       |
| Zwycięzca     | 2.  | 25 lutego 2007       | Memphis                    | Twarda (hala)  | Jamie Murray      | Julian Knowle Jürgen Melzer             | 7:5, 6:3          |
| Zwycięzca     | 3.  | 23 czerwca 2007      | Nottingham                 | Trawiasta      | Jamie Murray      | Joshua Goodall Ross Hutchins            | 4:6, 6:3, 10–5    |
| Zwycięzca     | 4.  | 11 sierpnia 2008     | Los Angeles                | Twarda         | Rohan Bopanna     | Travis Parrott Dušan Vemić              | 7:6(5), 7:6(5)    |
| Zwycięzca     | 5.  | 11 stycznia 2009     | Ćennaj                     | Twarda         | Rajeev Ram        | Jean-Claude Scherrer Stanislas Wawrinka | 6:3, 6:4          |
| Zwycięzca     | 6.  | 10 maja 2009         | Estoril                    | Ceglana        | Scott Lipsky      | Martin Damm Robert Lindstedt            | 6:3, 6:2          |
| Zwycięzca     | 7.  | 4 października 2009  | Bangkok                    | Twarda (hala)  | Rajeev Ram        | Guillermo García-López Mischa Zverev    | 7:6(4), 6:3       |
| Finalista     | 2.  | 9 maja 2010          | Monachium                  | Ceglana        | Michael Kohlmann  | Oliver Marach Santiago Ventura          | 7:5, 3:6, 14–16   |
| Finalista     | 3.  | 1 sierpnia 2010      | Los Angeles                | Twarda         | Jean-Julien Rojer | Bob Bryan Mike Bryan                    | 7:6(6), 2:6, 7–10 |
| Zwycięzca     | 8.  | 10 października 2010 | Tokio                      | Twarda         | Jean-Julien Rojer | Andreas Seppi Dmitrij Tursunow          | 6:3, 6:2          |
| Zwycięzca     | 9.  | 24 października 2010 | Sztokholm                  | Twarda (hala)  | Jean-Julien Rojer | Johan Brunström Jarkko Nieminen         | 6:4, 7:6(4)       |
| Finalista     | 4.  | 20 lutego 2011       | Memphis                    | Twarda (hala)  | Jean-Julien Rojer | Maks Mirny Daniel Nestor                | 2:6, 7:6(6), 3–10 |
| Zwycięzca     | 10. | 1 maja 2011          | Estoril                    | Ceglana        | Jean-Julien Rojer | Marc López David Marrero                | 6:3, 6:4          |
| Zwycięzca     | 11. | 21 maja 2011         | Nicea                      | Ceglana        | Jean-Julien Rojer | Santiago González David Marrero         | 6:3, 6:4          |
| Zwycięzca     | 12. | 2 października 2011  | Kuala Lumpur               | Twarda (hala)  | Jean-Julien Rojer | František Čermák Filip Polášek          | 6:1, 6:3          |
| Finalista     | 5.  | 6 listopada 2011     | Walencja                   | Twarda (hala)  | Jean-Julien Rojer | Bob Bryan Mike Bryan                    | 4:6, 6:7(9)       |
| Zwycięzca     | 13. | 19 lutego 2012       | São Paulo                  | Ceglana (hala) | Bruno Soares      | Michal Mertiňák André Sá                | 3:6, 6:4, 10–8    |
| Finalista     | 6.  | 30 września 2012     | Bangkok                    | Twarda (hala)  | Paul Hanley       | Lu Yen-hsun Danai Udomchoke             | 3:6, 4:6          |
| Finalista     | 7.  | 6 stycznia 2013      | Brisbane                   | Twarda         | Paul Hanley       | Marcelo Melo Tommy Robredo              | 6:4, 1:6, 5–10    |
| Finalista     | 8.  | 5 maja 2013          | Monachium                  | Ceglana        | Markos Pagdatis   | Jarkko Nieminen Dmitrij Tursunow        | 1:6, 4:6          |
| Zwycięzca     | 14. | 29 września 2013     | Kuala Lumpur               | Twarda (hala)  | Raven Klaasen     | Pablo Cuevas Horacio Zeballos           | 6:2, 6:4          |
| Finalista     | 9.  | 25 stycznia 2014     | Australian Open, Melbourne | Twarda         | Raven Klaasen     | Łukasz Kubot Robert Lindstedt           | 3:6, 3:6          |
| Zwycięzca     | 15. | 16 lutego 2014       | Memphis                    | Twarda (hala)  | Raven Klaasen     | Bob Bryan Mike Bryan                    | 6:4, 6:4          |
| Zwycięzca     | 16. | 19 października 2014 | Sztokholm                  | Twarda (hala)  | Raven Klaasen     | Treat Huey Jack Sock                    | 6:4, 6:3          |
| Finalista     | 10. | 29 sierpnia 2015     | Winston-Salem              | Twarda         | Scott Lipsky      | Dominic Inglot Robert Lindstedt         | 2:6, 4:6          |
| Zwycięzca     | 17. | 1 listopada 2015     | Walencja                   | Twarda (hala)  | Scott Lipsky      | Feliciano López Maks Mirny              | 7:6(4), 6:3       |
| Finalista     | 11. | 16 stycznia 2016     | Auckland                   | Twarda         | Scott Lipsky      | Mate Pavić Michael Venus                | 5:7, 4:6          |
| Zwycięzca     | 18. | 1 maja 2016          | Estoril                    | Ceglana        | Scott Lipsky      | Łukasz Kubot Marcin Matkowski           | 6:4, 3:6, 10–8    |